# Cacilda Borges Barbosa
Pour les articles homonymes, voir Barbosa.
Cacilda Campos Borges Barbosa (18 mai 1914 - 6 août 2010) est une pianiste, chef d'orchestre et compositrice brésilienne. Elle a été l'une des pionnières de la musique électronique au Brésil,.

## Vie
Barbosa est née à Rio de Janeiro, au Brésil, le 18 mai 1914.
En 1928 à quatorze ans elle entre à l'Instituto Nacional de Música de Rio de Janeiro où elle étudie avec Francisco Braga (en) la composition, avec Paulino Chaves, l'harmonie avec Oscar Lorenzo Fernandez et la théorie avec Lima Coutinho.
Après avoir terminé ses études Barbosa  travaille comme pianiste jouant des valses et des chorinhos pour faire danser des groupes, elle compose certaines de ces pièces. Dans les années 1950 elle publie le premier volume de la série Estudos Brasileiros para Canto et devient chef d'orchestre de l'orchestre Radio Mayrink Veiga.
Barbosa travaille avec Heitor Villa-Lobos à partir de 1930 ; elle a été directrice de l'Instituto Villa-Lobos. Elle a été professeur de musique de chambre de l'École nationale de musique de l'Université du Brésil et professeur de contrepoint et de fugue à l'École Populaire d'Éducation Musicale. Elle a également dirigé plusieurs orchestres et chorales.
Elle meurt le 6 août 2010 à Rio de Janeiro.

## Œuvres
Barbosa a composé un certain nombre d'œuvres dont beaucoup avec un fort thème brésilien. Elle a également de la musique orchestrale et de chambre ainsi que des pièces destinées à l'enseignement du piano.
- Procissão da Chuva - Poème : Wilson Rodrigues
- Estudos Brasileiros
- Trio pour anches
- Suite pour cordes Rio de Janeiro (1er mouvement)
- Suite pour cordes Rio de Janeiro (2ème mouvement)
- Little Entrance Music

## Publications
- Cacilda Borges Barbosa et Maria de Lourdes Junqueira Gonçalves, Educação musical através do teclado, 1986.